# 로보스섬 (카나리아 제도)

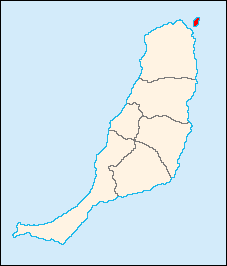
로보스 섬 위치

로보스섬(Lobos)은 스페인 카나리아 제도에 위치한 섬이다.